# Secretaría de Gobierno de Veracruz
La Secretaría de Gobierno de Veracruz es la dependencia administrativa del gobierno de Veracruz subordinada al ejecutivo local, que tiene la responsabilidad de mantener la gobernabilidad del estado.

## Funciones
La Ley Orgánica del Poder Ejecutivo del Estado de Veracruz de Ignacio de la Llave es la que determina las facultades que corresponden a la Secretaría de Gobierno.

Artículo 17. La Secretaría de Gobierno es la dependencia responsable de coordinar la política interna de la Entidad y tendrá la competencia que expresamente le confiere la Constitución Política del Estado, esta ley y demás legislación aplicable.

### Atribuciones
Las atribuciones vienen señaladas en el Artículo 18 de la Ley Orgánica del Poder Ejecutivo del Estado de Veracruz de Ignacio de la Llave:
I. Sustituir al Gobernador del Estado en sus ausencias temporales que no excedan de treinta días, para efectos de lo dispuesto por el artículo 48, fracciones I y II, de la Constitución Política del Estado; 
II. Establecer, dirigir y controlar la política de la Secretaría, así como programar, coordinar y evaluar, en términos de los ordenamientos aplicables, las actividades del sector correspondiente.
Al efecto, aprobará los programas respectivos de conformidad con los objetivos, metas y políticas que determine el Gobernador del Estado;
III. Someter al acuerdo del Gobernador del Estado los asuntos encomendados a la Secretaría y los del sector correspondiente;
IV. Desempeñar las comisiones y funciones especiales que el Gobernador le confiera y mantenerlo informado sobre su desarrollo y ejecución;
V. Proponer al Gobernador del Estado los proyectos de leyes, decretos, reglamentos, acuerdos, convenios y órdenes sobre asuntos de la competencia de la Secretaría y los del sector correspondiente;
VI. Presentar ante el Congreso del Estado las iniciativas de leyes o decretos que formule el Ejecutivo;
VII. Publicar las leyes y decretos que expida el Congreso del Estado, así como las leyes federales;
VIII. Vigilar, en el orden administrativo, la exacta observancia de las leyes, decretos y reglamentos;
IX. Tramitar los recursos administrativos que compete resolver al Gobernador del Estado;
X. Designar y remover a los representantes de la Secretaría en las comisiones u organismos en que participe;
XI. Autorizar el proyecto del presupuesto anual de egresos de la Secretaría y de las comisiones que presida, así como autorizar y supervisar la aplicación eficiente de los recursos financieros, humanos y materiales de la Secretaría; 
XII. Se deroga;
XIII. Someter a la consideración del Gobernador del Estado, las propuestas para regular el aprovechamiento del tiempo que corresponda a la Entidad, en los canales concesionados de radio y televisión, conforme a la legislación aplicable;
XIV. Tramitar lo relativo al ejercicio de las atribuciones que la Constitución Política del Estado le confiere al titular del Poder Ejecutivo, en materia de nombramientos y remociones, así como aquellos que resulten de las leyes federales. Quedan exceptuados los nombramientos y remociones que la ley atribuye expresamente a otra dependencia del Ejecutivo del Estado;
XV. Administrar la Editora de Gobierno del Estado y vigilar todo lo relacionado con la GacetaiOficial;
XVI. Proporcionar a los Poderes de la Federación la cooperación y el auxilio que requieran para el debido cumplimiento de lo dispuesto por ordenamientos del ámbito federal;
XVII. Coordinar las relaciones del Poder Ejecutivo con la Federación y las Entidades Federativas, los Poderes Legislativo y Judicial del Estado, así como con los Municipios;
XVIII. Coordinar las relaciones del Gobierno del Estado con los diversos grupos sociopolíticos de la Entidad; 
XIX. Intervenir, en el ámbito de su competencia y conforme a las leyes federales y estatales aplicables, en la observancia de las disposiciones relativas a población, pirotecnia, detonantes, armas de fuego y explosivos, uso de símbolos patrios y culto religioso, juegos y sorteos y asuntos agrarios de la Entidad;
XX. Llevar el registro de autógrafos y legalizar las firmas de los servidores públicos estatales, inclusive los de la Universidad Veracruzana; de los Presidentes Municipales y Secretarios de los Ayuntamientos, así como de los demás funcionarios a quienes esté encomendada la fe pública para autentificar los documentos en que intervengan o que los mismos expidan;
XXI. Vigilar las funciones de los Notarios Públicos del Estado, así como autorizar sus libros de protocolo y controlar el Archivo de Notarías;
XXII. Organizar y vigilar el ejercicio de las funciones del Registro Civil;
XXIII. Coordinar, dirigir y vigilar las actividades de las Juntas de Mejoramiento Moral, Cívico y Material;
XXIV. Organizar y mantener actualizado el Archivo General del Gobierno del Estado, así como del Registro Público de la Propiedad y del Comercio; 
XXV. Se deroga;
XXVI. Se deroga;
XXVII. Administrar y resguardar los centros de observación y adaptación social para menores infractores;
XXVIII. Vigilar y controlar, en términos de la legislación aplicable, lo relativo a la demarcación y límites del Estado; 
XXIX. Brindar asesoría jurídica al Gobierno del Estado; 
XXX. Coordinar la formulación de las iniciativas de leyes o decretos, reglamentos, acuerdos, convenios y órdenes sobre los asuntos competencia del Poder Ejecutivo y, en su caso, tramitar su promulgación y publicación en la Gaceta Oficial del estado; 
XXXI. Difundir y mantener actualizada la compilación de las legislaciones estatal y federal vigentes;
XXXII. Intervenir en la realización de los actos jurídicos necesarios para reivindicar la propiedad del Estado;
XXXIII. Fomentar el desarrollo de la cultura política en la Entidad; 
XXXIV. Dirigir y coordinar las políticas y programas de la Administración Pública en materia de Equidad de Género y Desarrollo Municipal, participando en los Órganos de Gobierno de las instituciones que se constituyan para el manejo y atención de esos temas, mismas que estarán sectorizados a ésta Secretaría. 
XXXV. Se deroga;
XXXVI. Se deroga;
XXXVII. Se deroga;
XXXVIII. Coordinar, dirigir y vigilar la política en materia de tránsito y transporte. 
XXXIX. Proveer lo conducente para la ejecución de las penas y medidas de seguridad impuestas por las autoridades judiciales, así como la vigilancia y control de las personas que se encuentren cumpliendo una condena a disposición del Ejecutivo estatal. Así como elaborar y ejecutar los programas relacionados con el sistema de Prevención y Readaptación social del Estado
XL. Administrar los centros de readaptación social y tramitar, por acuerdo del Gobernador del Estado, las solicitudes de extradición, amnistía, indulto, libertad anticipada y traslado de procesados y sentenciados. 
XLI. Coordinar, dirigir y vigilar la política estatal en materia de prevención y readaptación social, de conformidad con las leyes de la materia, y 
XLII. Custodiar, en coordinación con la Secretaría de Seguridad Pública, a los individuos sujetos a XLIII. Coordinar y ejecutar programas especiales para la atención para la atención de los sectores sociales más desprotegidos, en especial la población indígena, los menores, las personas con discapacidades, adultos mayores y la población marginada de las áreas rurales y urbanas, con la finalidad de contribuir a elevar su nivel de vida, asimismo, dirigir y coordinar los programas y acciones de protección a los migrantes veracruzanos y sus familias.  reclusión y resguardar los centros estatales destinados a su internamiento.

## Titulares
| Gobernador                 | Titular                         | Incio                  | Final                   | Partido |
| -------------------------- | ------------------------------- | ---------------------- | ----------------------- | ------- |
| Cuitláhuac García Jiménez  | Carlos Alberto Juárez Gil       | 13 de octubre de 2023  | 30 de noviembre de 2024 |         |
| Cuitláhuac García Jiménez  | Eric Patrocinio Cisneros Burgos | 1 de diciembre de 2018 | 13 de octubre de 2023   |         |
| Miguel Ángel Yunes Linares | Rogelio Franco Castán           | 1 de diciembre de 2016 | 30 de noviembre de 2018 |         |
| Flavino Ríos Alvarado      | Genaro Mejía de la Merced       | 12 de octubre de 2016  | 30 de noviembre de 2016 |         |
| Javier Duarte de Ochoa     | Flavino Ríos Alvarado           | 20 de julio de 2015    | 12 de octubre de 2016   |         |
| Javier Duarte de Ochoa     | Gerardo Buganza Salmerón        | 5 de enero de 2015     | 20 de julio de 2015     |         |
| Javier Duarte de Ochoa     | Erick Alejandro Lagos Hernández | 13 de agosto de 2013   | 5 de enero de 2015      |         |
| Javier Duarte de Ochoa     | Gerardo Buganza Salmerón        | 1 de diciembre de 2010 | 13 de agosto de 2013    |         |

## Subsecretaría de Gobierno
La Subsecretaría de Gobierno es una oficina administrativa del gobierno de Veracruz, subordinada a la Secretaría de Gobierno de Veracruz que tiene la responsabilidad de ejecutar, dirigir y controlar la política gubernamental en coordinación con el Secretario de Gobierno. Desde octubre de 2023, Yair Ademar Domínguez Vázquez es el Subsecretario de Gobierno.

### Atribuciones
De acuerdo al Artículo 23 del Reglamento Interior de la Secretaria de Gobierno de Veracruz, el titular de la Subsecretaría de Gobierno tendrá las facultades siguientes: 
I. Ejecutar, dirigir y controlar, en la esfera de su competencia y por acuerdo de la superioridad, la política gubernamental en términos de lo dispuesto por la Ley, este Reglamento y demás disposiciones aplicables;
II. Representar legalmente a la Subsecretaría a su cargo, así como a la Secretaría en los casos que así lo determine el Secretario;
III. Someter a la aprobación de la superioridad los estudios, proyectos, ejecución y evaluación de los programas sectoriales que le correspondan, con la periodicidad y forma que se acuerde;
IV. Suscribir los documentos relativos al ejercicio de sus funciones y aquellos que les sean señalados por delegación o le correspondan por suplencia;
V. Dar fe y certificar, previa confrontación o cotejo con su original o matriz, los
documentos o instrumentos específicos que existan en sus archivos, conforme a sus funciones legales y reglamentarias. Al efecto, la certificación podrá efectuarse mediante sello, holograma o firma autógrafa o electrónica avanzada oficiales, de conformidad con los artículos 71, 75 y 110 del Código de Procedimientos Administrativos para el Estado, y, 1 fracción I, 2 fracción I, 7 de la Ley de Firma Electrónica. Tratándose de documentos ofrecidos como pruebas en los medios de impugnación o juicios, expedidos por autoridades distintas a la Subsecretaría a su cargo y de los que sólo existan copias certificadas en los archivos de ésta, únicamente procederá expedir constancia de la existencia de dichas copias certificadas en los archivos o expedientes de la Subsecretaría. En ningún caso procederá el envío y certificación de expedientes administrativos en forma genérica o global.
VI. Proponer a la superioridad el nombramiento o remoción de los servidores públicos del área a su cargo, cuando no lo determinen de otra forma la Constitución, las leyes del Estado o este Reglamento;
VII. Previo acuerdo con el Secretario, designar, adscribir y, en su caso, remover a su personal en los términos de las leyes aplicables y de este Reglamento;
VIII. Proponer al titular de la Secretaría los proyectos de ley, decreto, reglamentos, acuerdos y convenios relativos al ámbito de su competencia, así como los manuales de organización, procedimientos y de servicios al público a cargo de la Subsecretaría;
IX. Formular el programa operativo anual y el presupuesto de la Subsecretaría y supervisar su ejecución; así como planear, organizar, dirigir, controlar y evaluar las actividades administrativas relativas a los recursos financieros, humanos y materiales de la Subsecretaría;
X. Cumplir las acciones que le encomiende el titular de la Secretaría y, por acuerdo de éste, proporcionar la información o cooperación que requieran otras dependencias del Ejecutivo;
XI. Rendir a su superior, por escrito, los informes mensual y anual de las actividades realizadas por el órgano a su cargo;
XII. Coadyuvar en la consolidación, fortalecimiento y conducción de la acción política del Gobierno del Estado con el Poder Ejecutivo Federal, las entidades federativas, los poderes Legislativo y Judicial del Estado, así como con los municipios, organizaciones políticas y demás actores políticos;
XIII. Participar en la definición de estrategias que permitan brindar atención oportuna a problemas sociopolíticos y proponer alternativas de solución;
XIV. Colaborar en la gestión, orientación y solución de los asuntos agrarios que le encomiende el Titular de la Secretaría;
XV. Atender, canalizar y dar seguimiento a las inconformidades y quejas de los ciudadanos, por actos u omisiones administrativas de los servidores públicos de su adscripción, de lo cual informará al Secretario;
XVI. Diseñar sistemas administrativos que permitan dar respuesta expedita a las peticiones de los ciudadanos y proponer al Secretario la ejecución de acciones generadoras de confianza y respeto a la Administración Pública;
XVII. Intervenir, de conformidad con las leyes federales y estatales aplicables, en el auxilio y coordinación con las autoridades federales, tomar parte en la observancia de las disposiciones legales relativas a población, pirotecnia, detonantes, armas de fuego y explosivos, uso de símbolos patrios y culto religioso;
XVIII. Llevar el registro autógrafo y electrónico, tanto histórico como actualizado,
de firmas de los servidores públicos del Gobierno del Estado; Presidentes Municipales y Secretarios de los Ayuntamientos; inclusive de los titulares de los organismos autónomos del Estado, en su caso; así como de los demás auxiliares de la administración pública estatal a quienes esté encomendada la fe pública para autenticarlos documentos en que intervengan o que los mismos expidan; lo anterior a efecto de legalizar sus firmas autógrafa y electrónica avanzada, y, en su caso, colocar la apostilla correspondiente por conducto de la Dirección General de Gobernación.
Todo documento proporcionado por los servidores públicos a que hace referencia esta fracción, mediante un mensaje de datos con firma electrónica avanzada, de conformidad a lo establecido en la Ley de Firma Electrónica, tiene plena validez y eficacia jurídica;
XIX. Vigilar y controlar, en términos de la legislación aplicable, todo lo relativo a
la demarcación y límites del estado;
XX. Ejecutar, dirigir y controlar, en la esfera de su competencia y por acuerdo de
la superioridad, programas especiales y acciones de protección a los migrantes veracruzanos y sus familias;
XXI. Coordinar y supervisar administrativamente las funciones de la Coordinación
Estatal de las Juntas de Mejoras; y
XXII. Coadyuvar en la instrumentación de la política pública del Gobierno del
Estado en materia de cultura y educación para la paz, derechos humanos e igualdad género, de conformidad con las disposiciones constitucionales y legales, así como instrumentos internacionales suscritos y ratificados por México;
XXIII. Coordinar las acciones para la ejecución y promoción de los programas de
educación y cultura de paz y derechos humanos en la administración pública estatal, vinculándose con instancias de los tres poderes y órdenes de gobierno, organismos constitucionales autónomos, órganos desconcentrados y descentralizados de la entidad, organismos multilaterales e internacionales de derechos humanos y sociedad civil, así como darle seguimiento al cumplimiento de las mismas; y
XXIV.  Las demás que expresamente le atribuyan las leyes del Estado, este Reglamento y demás disposiciones aplicables.

### Dependencias
Conforme al Artículo 3 del Reglamento Interior de la Secretaria de Gobierno de Veracruz, la Subsecretaría de Gobierno cuenta las siguientes áreas y órganos administrativos a su cargo.
a) Dirección General de Gobernación
El titular de este puesto es responsable de promover la atención, gestión y solución de demandas ciudadanas y conflictos políticos de impacto social, registrar y legalizar firmas de servidores públicos estatales y municipales.
De esta Dirección General depende tres subdirectores: Subdirector de Atención Ciudadana, Subdirector de Concertación Política y Subdirector de Legalización y Permisos.
b) Dirección General de Cultura de Paz y Derechos Humanos;
c) Dirección General de Política Regional;
El titular de este puesto es responsable de coadyuvar y mantener la estabilidad social en el estado, promoviendo y participando en la solución de conflictos políticos comunitarios y/o problemas a nivel regional planteadas por los municipios demandantes o manifestantes, con la finalidad de evitar que puedan afectar la preservación de la estabilidad política y social de la entidad.
De esta Dirección General de Política Regional depende dos  subdirectores: Subdirector de Estrategias y Acciones para la Estabilidad Social y Subdirector de Organización y Funcionamiento Regional.
d) Dirección General de Asuntos Religiosos;
e) Dirección General de Atención a Migrantes;
f) Coordinación Estatal de las Juntas de Mejoras;